# Військовий процес прийняття рішень
Військовий процес прийняття  рішень (англ. Military Decision Making Process, MDMP) — це семиетапний процес армії США для прийняття рішень як у тактичному, так і в гарнізонному середовищі. Він нерозривно пов'язаний із процедурами управління підрозділом та наказами про операції.

## Процес
Основні етапи військового процесу прийняття рішень:
1. Отримання цільового завдання (англ. Mission)
2. Аналіз цільового завдання
3. Розробка способів дій (англ. Course of action, COA).
4. Аналіз способів дій
5. Порівняння способів дій
6. Схвалення способу дій
7. Вироблення, розповсюдження та передача наказів

## Недоліки
Військовий процес прийняття рішень може бути як повільним, так і обтяжливим на нижчих рівнях, де невеличкий штат не має ані персоналу, ані досвіду, щоб аналізувати кожен рівень наказів вищого штабу. Військовий процес прийняття рішень призначений бути інструментом планування для основного особового складу підрозділів розміром з батальйон і більше, на відміну від «процедур управління підрозділом», які використовуються для керівництва підрозділами, підпорядкованими батальйонам.
Цей процес, відповідно до доктрини, не проводиться нижче рівня батальйону.

### Навчальний посібник
- Wade, Norman (2023). BSS7: Battle Staff SMARTbook, 7th Rev. Ed. (Leading, Planning & Conducting Military Operations). Lakeland, FL: The Lightning Press SMARTbooks. ISBN 978-1-935886-94-5.

## Зовнішні посилання
- Презентація військового процесу прийняття рішень (PowerPoint)
- Операційний процес: Керівництво по військовому процесу прийняття рішень для штабів бригад і батальйонів